# Gennadij Zjuganov
Gennadij Andrejevič Zjuganov (rusky Генна́дий Андре́евич Зюга́нов; * 26. června 1944, Mymrino) je ruský politik, od roku 1993 předseda Ústředního výboru Komunistické strany Ruské federace, předseda Sdružení komunistických stran – Komunistické strany Sovětského svazu a poslanec Státní dumy (1993).

## Život

### Původ a mládí
Narodil se 26. června 1944 v učitelské rodině ve vesnici Mymrino (okolo 100 km od Orlu). Dle vlastního vyjádření se své matce narodil předčasně, v sedmém měsíci těhotenství.
Jeho otec Andrej Michajlovič Zjuganov (1910–1990) byl ve druhé světové válce velitelem dělostřelecké jednotky. Dle slov Gennadije Zjuganova přišel o nohu u Sevastopolu. Po válce otec učil na Mymrinské střední škole většinu předmětů včetně základů zemědělství, cizí jazyky, ruštinu a literaturu. Matka Marfa Petrovna (1915–2004) byla učitelkou na prvním stupni školy v Mymrinu.
Poté, co dokončil s vyznamenáním Mymrinskou střední školu Chotyněckého okresu Orlovské oblasti v roce 1961, rok v ní pracoval jako učitel. V roce 1962 byl přijat na matematicko-fyzikální fakultu Orlovského pedagogického institutu, jehož studium ukončil s vyznamenáním v roce 1969.
V letech 1963–1966 sloužil v četě radiačního a chemického průzkumu ve Východním Německu. V současné době má hodnost plukovníka chemických vojsk v záloze.
Dle oficiální verze vyučoval mezi léty 1969 až 1970 na Orlovském pedagogickém institutu. Zároveň se zabýval prací v odborech, Komsomolu a straně.
V roce 1966 vstoupil do KSSS. Od r. 1967 byl v orgánech Komsomolu a pracoval ve volených orgánech okresní, městské a oblastní úrovně.

### Začátky politické kariéry
Od roku 1972 do roku 1974 působil jako první tajemník Orlovského výboru Komsomolu. V letech 1974–1983 byl tajemníkem okresního výboru, druhým tajemníkem Orlovského výboru Komunistické strany Sovětského svazu. Mezi léty 1973 až 1977 byl členem Orlovské městské rady, Od roku 1980 do roku 1983 byl zástupcem Orlovské oblastní rady lidových zástupců.
V letech 1978–1980 studoval na hlavním oboru Akademie sociálních věd při ÚV KSSS, absolvoval postgraduální studium jako externí student. V roce 1980 obhájil disertační práci pro dosáhnutí titulu a hodnosti kandidáta filosofických věd na téma „Hlavní směry rozvoje socialistického městského života na příkladu velkých měst v zemi“ (specialita – 09.00.02 „Teorie vědeckého komunismu“).
Mezi léty 1989—1990 byl zástupcem vedoucího ideologického oddělení ÚV KSSS. Byl delegátem XXIII. sjezdu (červen 1990) jako představitel RSFSR – Ustavujícího sjezdu Komunistické strany RSFSR (červen – září 1990).
V letech 1983-1991 pracoval v ústředním výboru KSSS jako instruktor, vedoucí sektoru severního Kavkazu, první náměstek vedoucího ideologického oddělení, vedoucí oddělení organizačně-stranické práce. 

## Prezidentské volby
Jako předseda Komunistické strany Ruské Federace kandidoval Zjuganov ve čtyřech ruských prezidentských volbách, a sice v letech 1996, 2000, 2008 a 2012. Ve volbách roku 1996 se umístil na druhém místě za úřadujícím prezidentem Borisem Jelcinem, když v prvním kolem získal 32,5 % a v kole druhém 40,7 %. V následujících volbách z roku 2000 skončil opět druhý s 29,5%, vítězný kandidát Vladimir Putin vyhrál již v prvním kole. V roce 2004 proti Putinovi nekandidoval, stranickou nominaci přenechal Nikolaji Charitonovi. V roce 2008 již Putin kandidovat nemohl, Zjuganov se proto rozhodl vyzvat vládního kandidáta Dmitrije Medvěděva. Přestože skončil druhý, připsal si jen necelých 18 % všech hlasů a Medvěděv vyhrál již v prvním kole. Zatím poslední Zjuganovova účast v prezidentských volbách byla v březnu 2012, kdy se ziskem 17,14 % (druhé místo) podruhé neuspěl v souboji s Vladimirem Putinem.
K 70. narozeninám (2014) obdržel G. A. Zjuganov od prezidenta Putina Řád Alexandra Něvského. Patriarcha Ruské pravoslavné církve Kirill mu při této příležitosti udělil Řád slávy a cti a v oslavném poselství uvedl, že Zjuganov si ocenění zaslouží jako „jeden z nejznámějších ruských politiků, který projevuje zájem o prospěch národa a ochranu tradičních morálních hodnot".

## Názory
Zjuganov se hlásí ke křesťanskému komunismu, Ježíš byl podle něj „prvním komunistou, protože se zastával chudých“.
Opakovaně obhajuje trest smrti např. za úmyslnou vraždu.
V 80. a 90. letech 20. století byl kritikem Gorbačovy politiky perestrojky, liberalizace a privatizace. V předvolební kampani v roce 2012 prosazoval návrat k socialismu s tím, že to zastaví propad ruské ekonomiky, volal dokonce po "restalinizaci" a znárodňování. 

Zjuganova zahraniční politika je silně nacionalistická a protizápadní. V kampani 1996 prosazoval vypovězení mezinárodních dohod: 
Budeme prosazovat nezávislou zahraniční politiku v souladu se zájmy ruského státu a nebudeme se vyhýbat vypovězení nerovných mezinárodních smluv.
V roce 1996 kolaps SSSR přisoudil „spiknutí Západu“, přičemž úplně pominul vleklou vnitřní krizi celé ekonomiky východního bloku.
V roce 2000 vyjádřil své přesvědčení, že Rusko má jedinečnou roli jako střed a opěrný bod Eurasie, jež je navždy předurčena k soutěži se Západem.
V roce 2012 prosazoval vystoupení Ruska ze Světové obchodní organizace.
V roce 2014 obhajoval anexi Krymu a vyjádřil se proti členství Ukrajiny v EU.
V roce 2015 přišel s myšlenkou, že aby bylo možné zastavit terorismus, je nutné ukončit globalizaci. Z různých teroristických útoků ve světě obviňuje USA.
Rozšiřování NATO považuje za něco, co je v rozporu s interními zájmy Ruska a Rusko by mělo vyvíjet aktivity, které by takovému rošiřování zamezily. V roce 2015 NATO popisoval dokonce jako agresora a obvinil Západ z podpory fašismu, čehož důkazem má být bourání pomníků Lenina na Ukrajině, „rusofobie“ a „antisovětská propaganda“. Volá po demilitarizaci a denacifikaci Ukrajiny a obviňuje Ukrajince z genocidy vůči ruskojazyčným obyvatelům s tím, že Rusko je musí osvobodit. Obviňuje USA a NATO z nasazování sympatizantů fašismu a středovýchodních teroristů na Ukrajině. Dokonce ale i několik jeho stranických kolegů se vyjádřilo proti invazi Ruska na Ukrajině.

## Publikační činnost
- Pochopit Rusko. Říčany : Orego, 2002. 207 S. ISBN 80-86117-84-7.
- Globalizace - slepá ulička nebo východisko?. Říčany : Orego, 2002. 39 S.